# Dépôt de Saint-Waast
Le dépôt de Saint-Waast est un dépôt pour tramways et bus situé majoritairement à Valenciennes, et de manière anecdotique à Anzin. Outre des voies de garage du tramway, il comprend également un bâtiment administratif, le poste de commandes centralisées, un remisage, un atelier et une station-service pour les bus, et un grand atelier pour les tramways.
Il a été bâti sur une friche industrielle, ayant notamment accueilli deux anciennes mines de houille, Le Bois et Grosse Fosse, puis des ateliers centraux, une usine à graisse, et de la construction métallique, et enfin des ferrailleurs.
Le vendredi 11 avril 2014, alors que les rames sont envoyées sur le réseau, la deuxième voit son troisième et dernier bogie aiguillé à tort sur la voie de gauche, et heurte une centaine de mètres plus loin le premier poteau central. Il en résulte une rame no 17 très endommagée et sectionnée en deux, un poteau à remplacer, et un trafic seulement possible en direction de Denain.

## Historique
Le site du dépôt de Saint-Waast a longtemps eu une vocation industrielle. En 1752, la Société Desandrouin-Taffin ouvre dans ce qui correspond maintenant à la boucle de retournement la fosse du Bois (50,36629, 3,49077) : une mine de charbon dont le puits large de 2,5 mètres est profond de 110 mètres. La Société Desandrouin-Taffin, la Société Desandrouin-Cordier et la Société de Cernay fusionnent et forment le 19 novembre 1757 la Compagnie des mines d'Anzin. Cette dernière ouvre en 1765 dans ce qui correspond actuellement au parking situé entre l'atelier bus et le raccordement à la ligne 1 la fosse Grosse Fosse (50,36518, 3,49327), dotée d'un puits large de quatre mètres et profond de 464 mètres. La première fosse est abandonnée en 1792, tandis que la seconde l'est en 1884. Des deux fosses ont été raccordées à l'aqueduc des fosses,.
La partie sud a été occupée par une usine de construction métallique, tandis que la partie nord a vu s'installer une usine à graisse et des ateliers centraux des HBNPC. Lorsque les activités minières ont cessé, le site a été utilisé par des récupérateurs de ferrailles et de cuivre. Des bâtiments subsistants sont détruits au milieu des années 1990, puis le site est verdi.

## Description
Le dépôt de Saint-Waast s'étend sur 75 000 m2. Il remise une partie des autobus de Transvilles, ainsi que les trente rames de tramway Citadis 302.

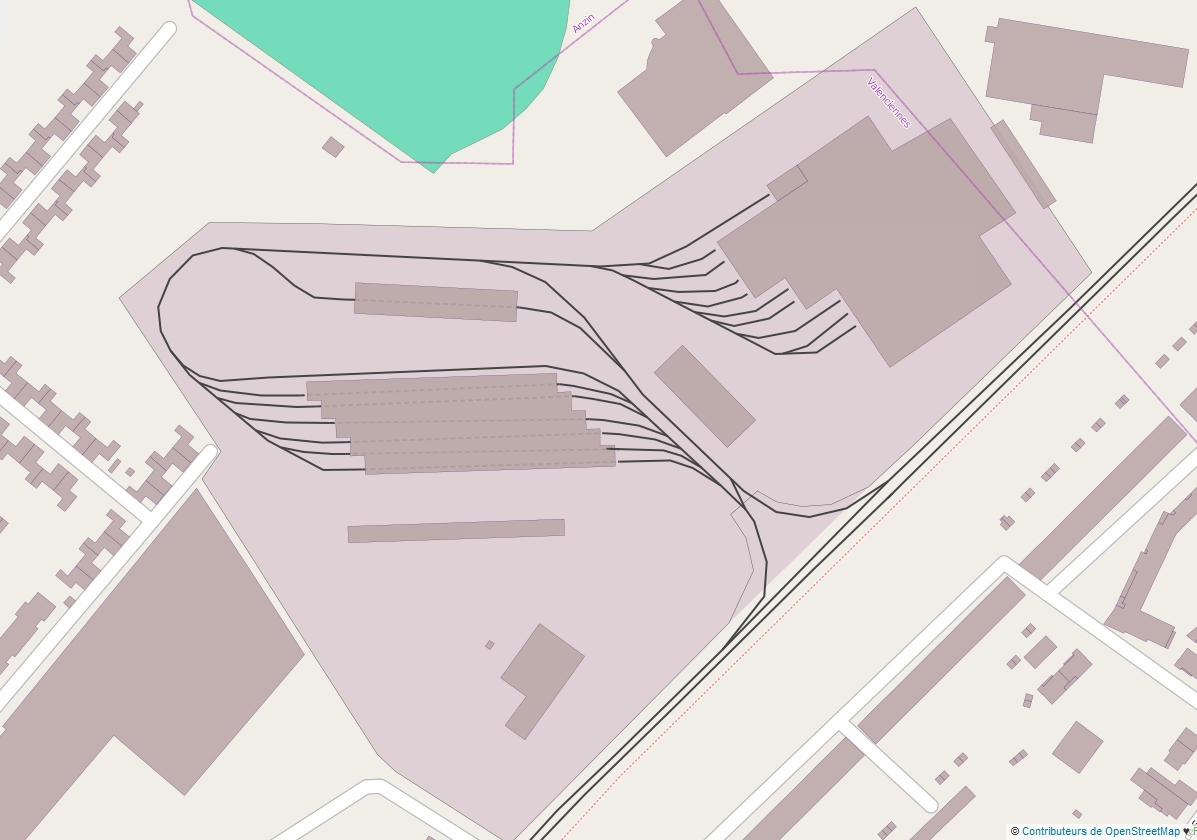
Plan du dépôt.
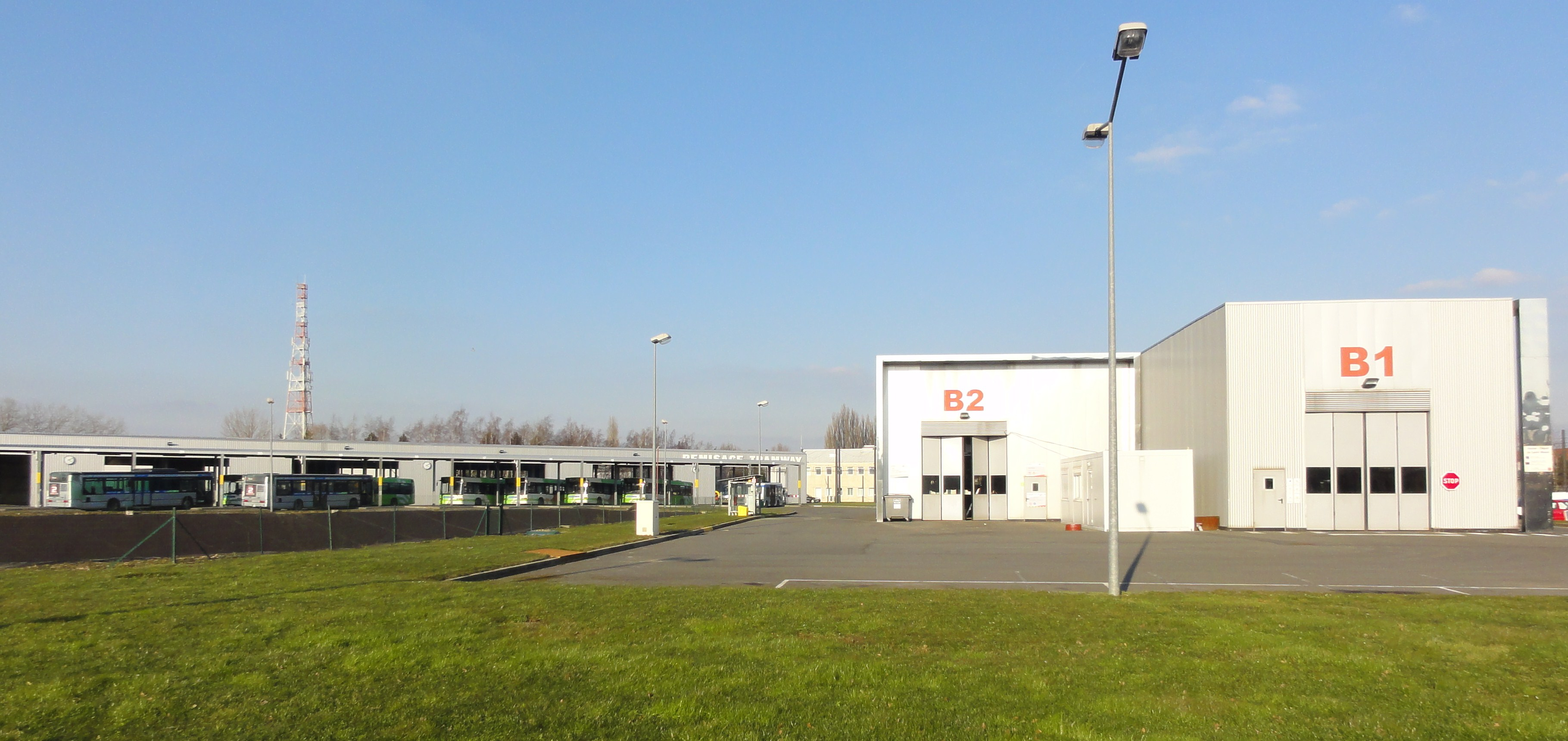
Remisage et atelier des bus.
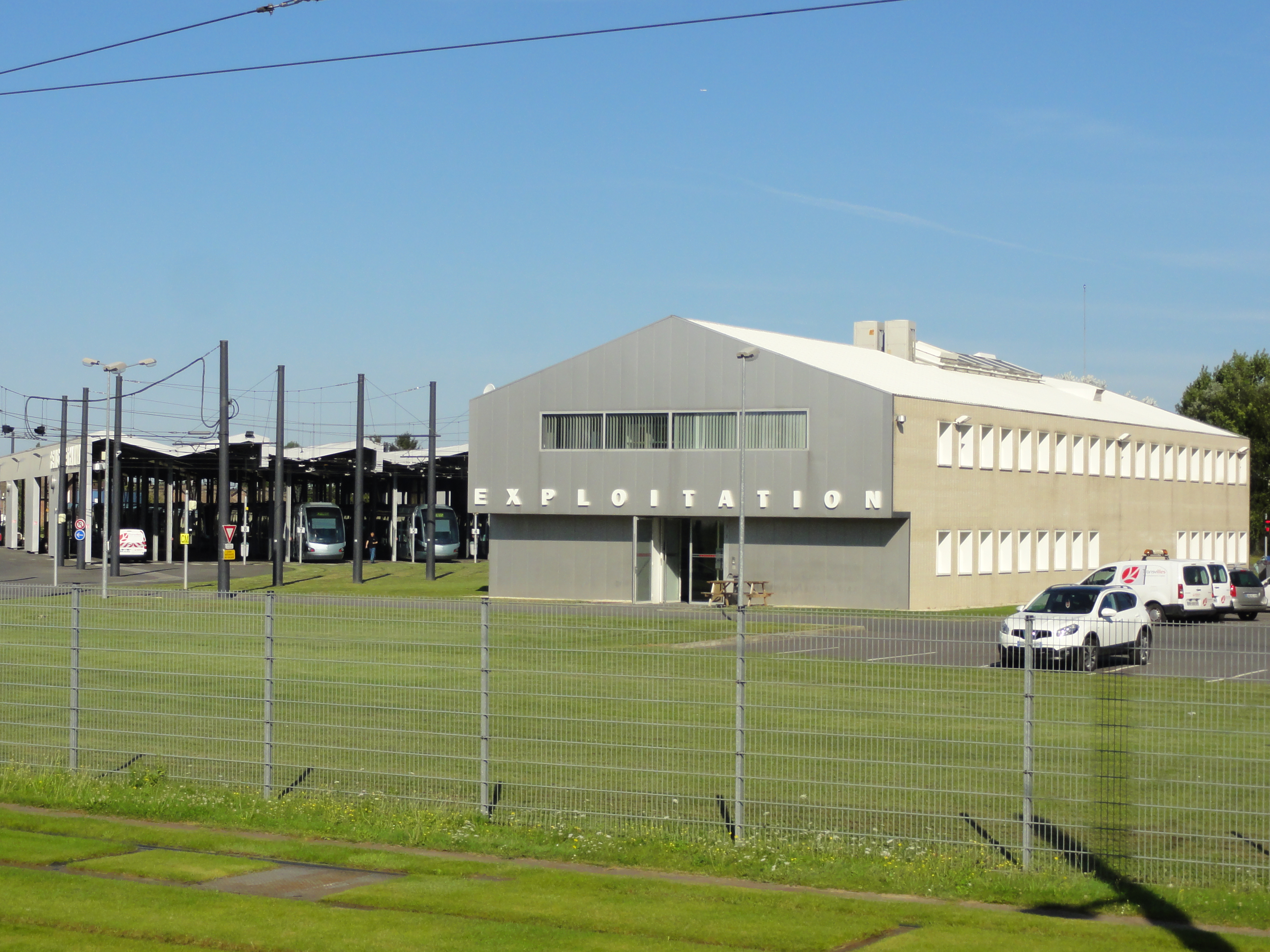
Remisage des tramways et bâtiment administratif.
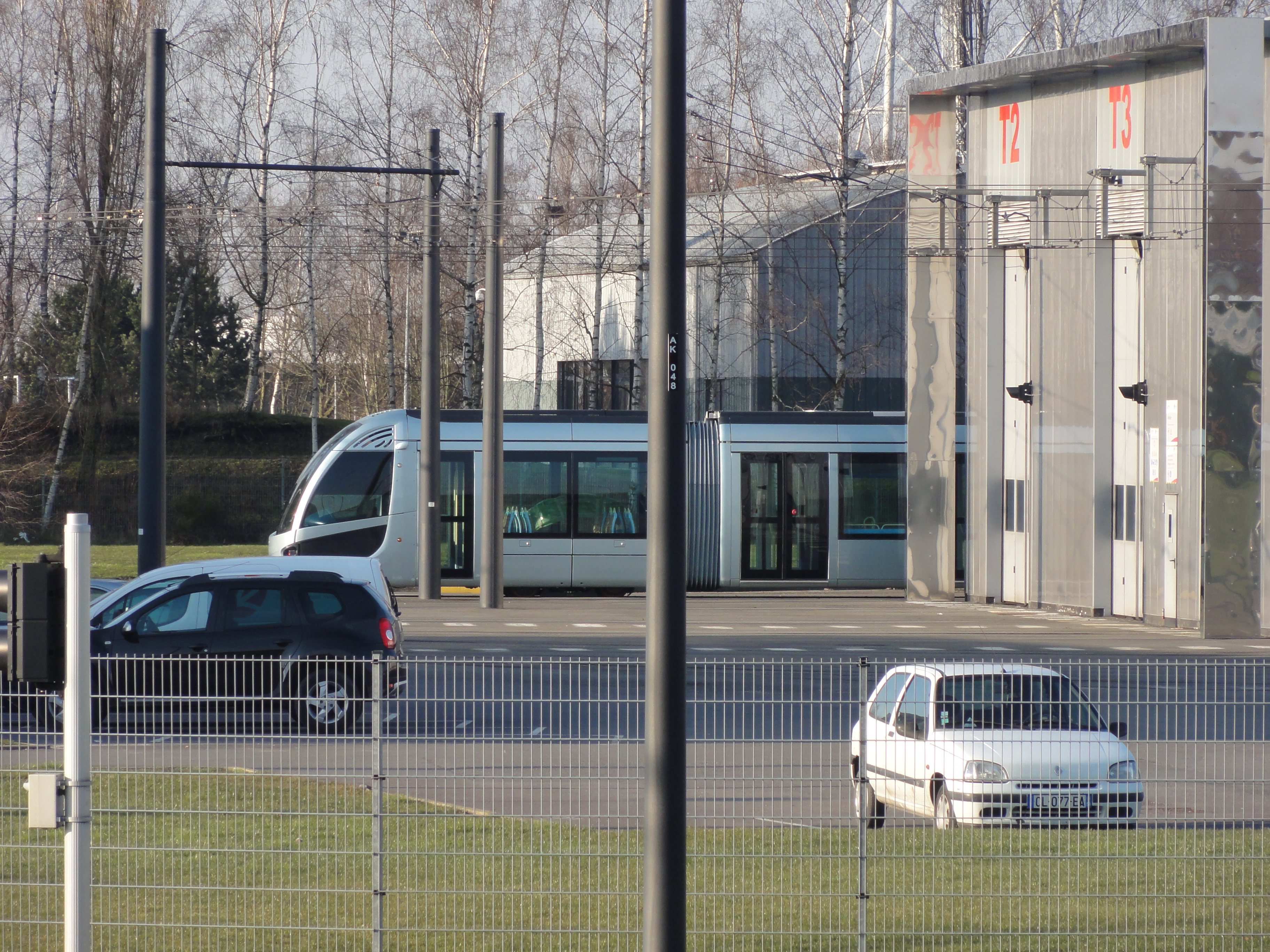
Un tramway à l'atelier.
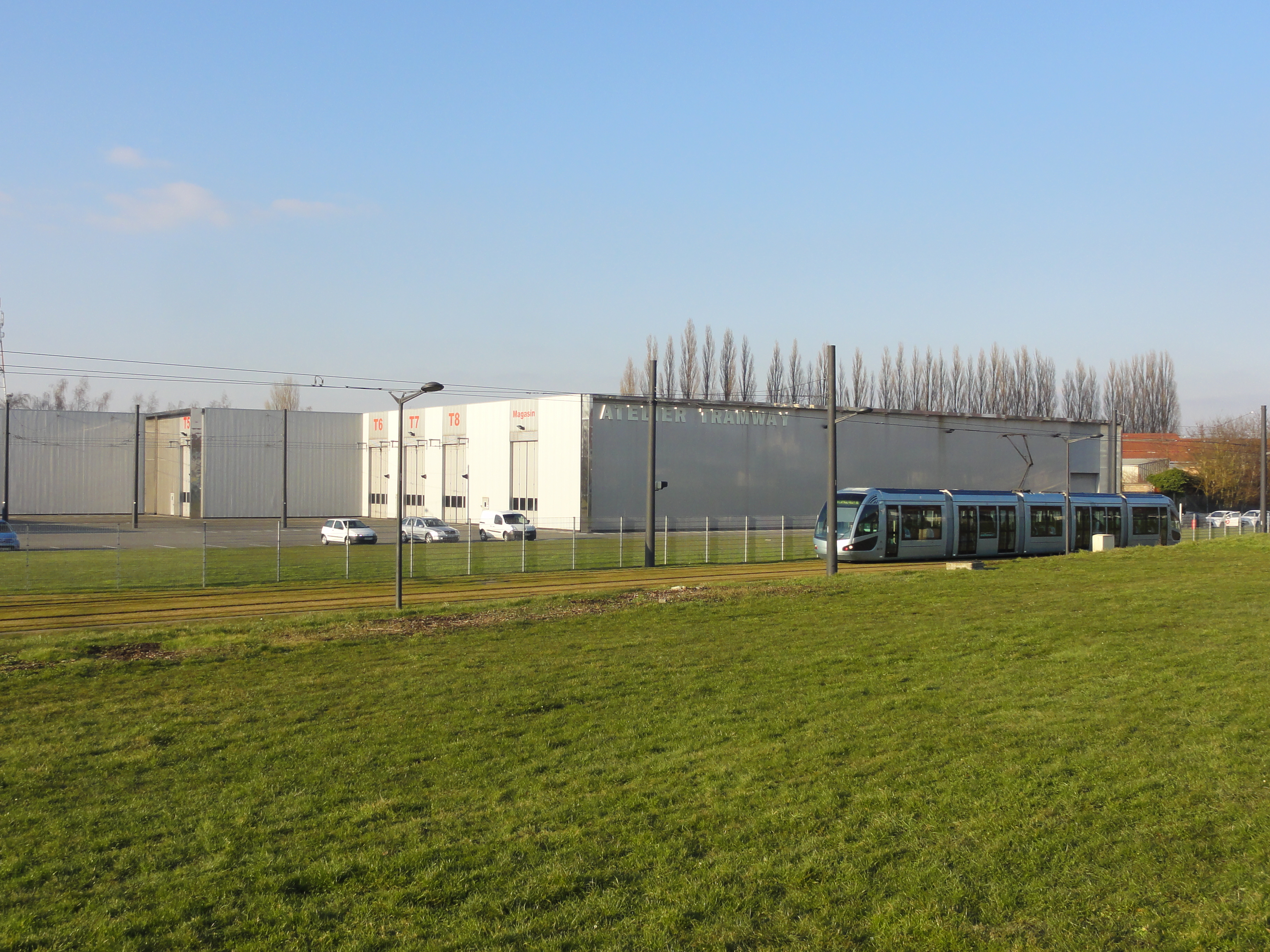
L'atelier des tramways.
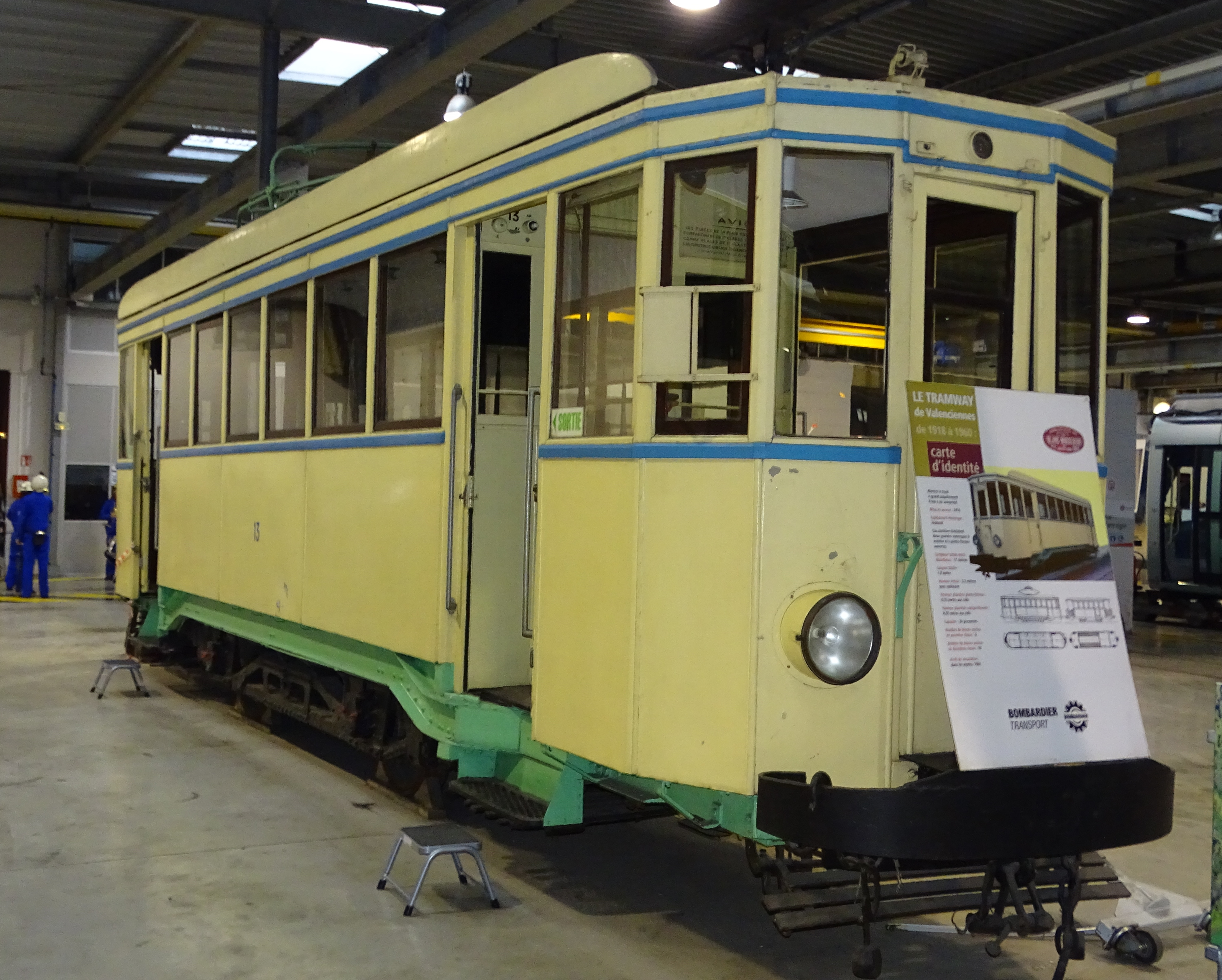
La motrice no 13 de l'ancien réseau.
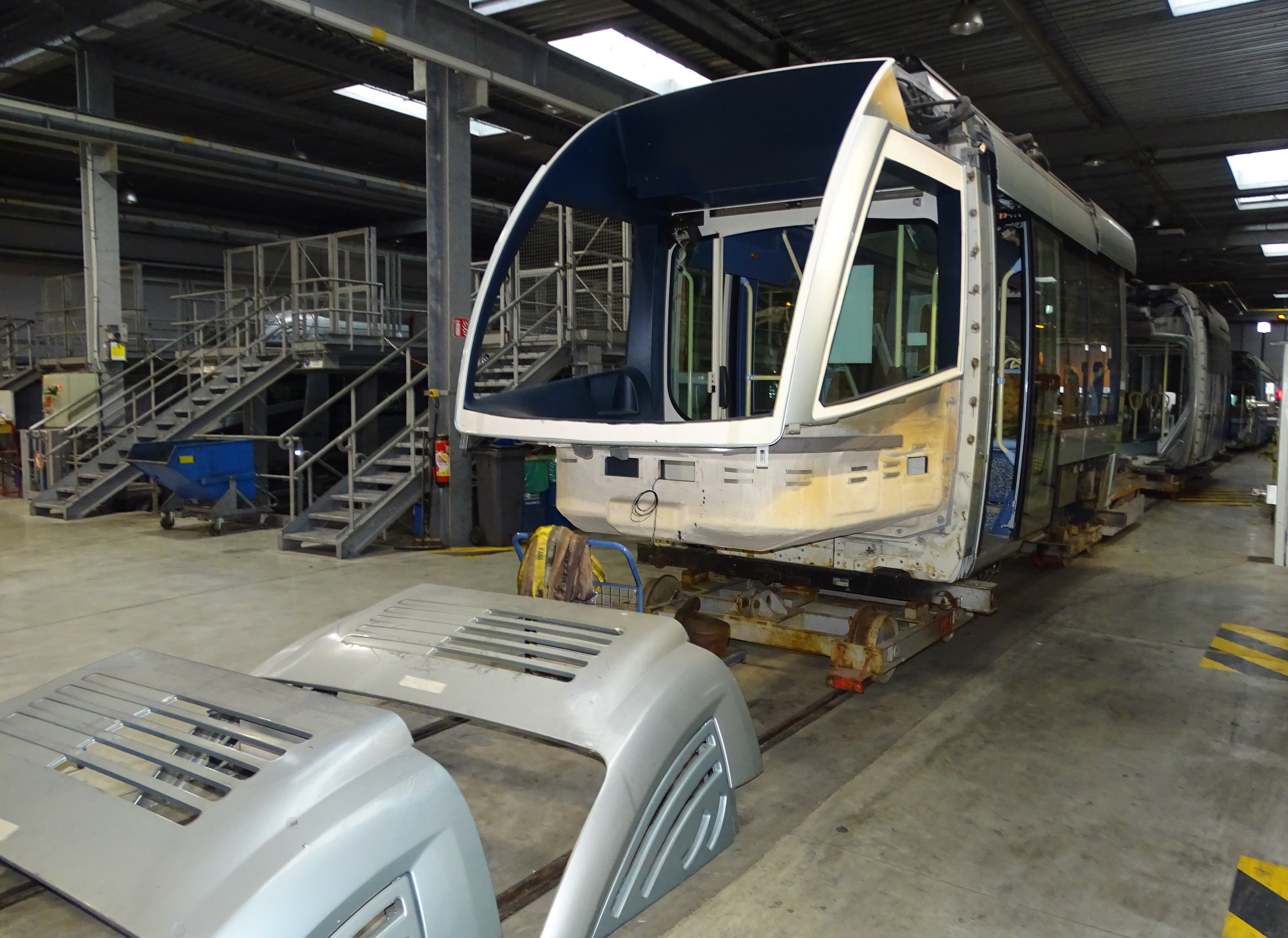
Une rame en cours de maintenance.
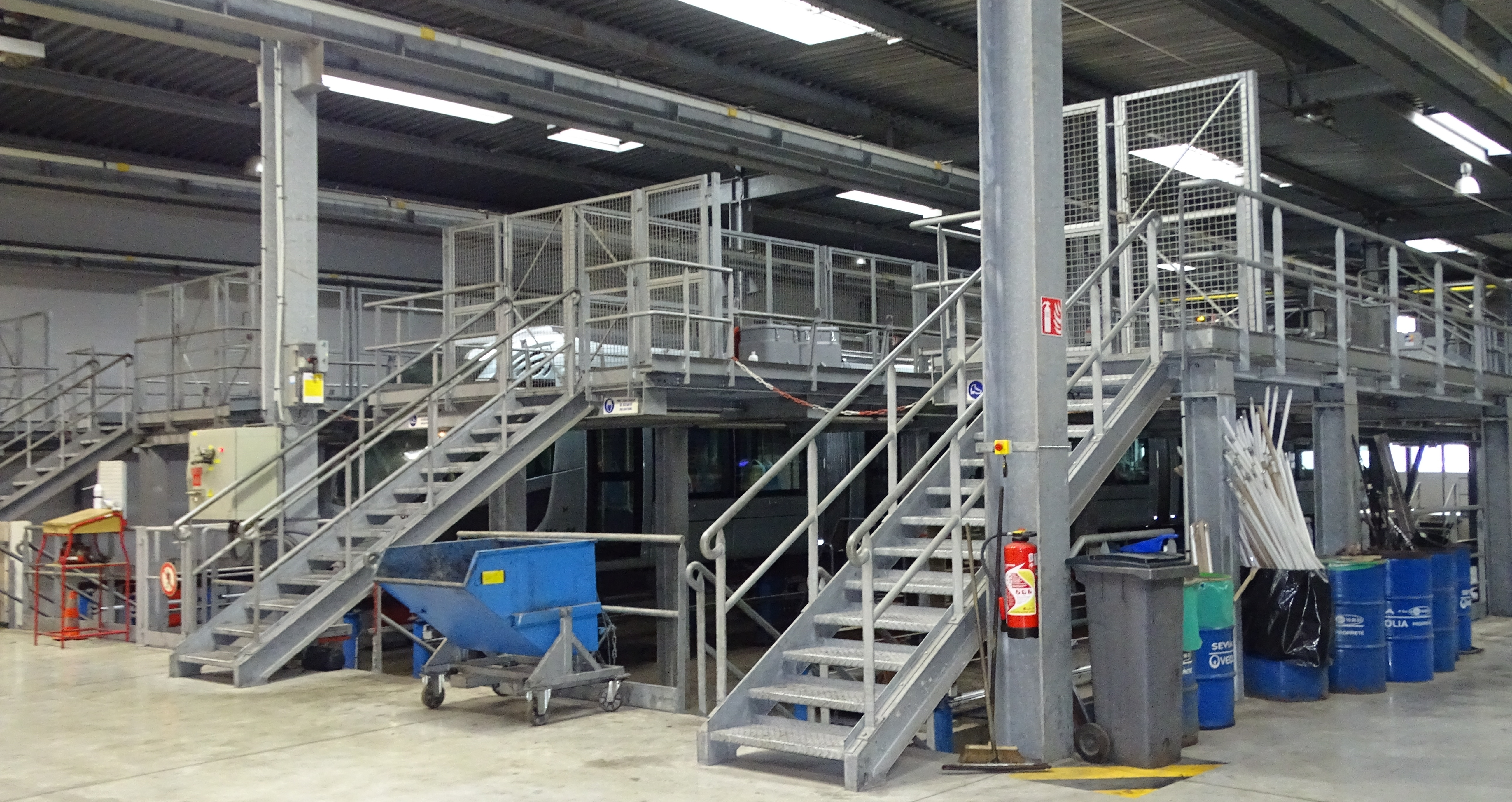
L'atelier.

## Accident
Le vendredi 11 avril 2014, peu avant 5 h, le système gérant les aiguillages tombe en panne, si bien que les tramways doivent utiliser le mode manuel pour sortir du dépôt. Une première rame passe sans problèmes, mais lorsque la seconde, la no 17, passe, ses deux premiers bogies se retrouvent correctement sur la voie de droite, tandis que le troisième et dernier bogie se retrouve aiguillé sur la voie de gauche. Le tramway accélère jusqu'à heurter (50,366475, 3,495882), quelque 130 mètres plus loin, le premier poteau central.
Le poteau est entièrement tombé au sol, sans toutefois décrocher la ligne aérienne de contact, tandis que la rame no 17 est sectionnée en deux. Les trois premiers modules sont encore sur les rails, tandis que les deux derniers modules ont déraillé. Plusieurs heures, ainsi qu'une grosse grue de levage, ont été nécessaires pour remettre sur rail la partie arrière, tandis que le camion rail-route a d'abord remorqué jusqu'au dépôt la partie arrière, puis la partie avant. Entretemps, le poteau a été remplacé par un autre qui était stocké au dépôt.
Cet accident a eu pour conséquence de bloquer le trafic des tramways sur tout le réseau, à l'exception de la ligne 1 entre le dépôt et Denain.

Différentes vues de l'accident
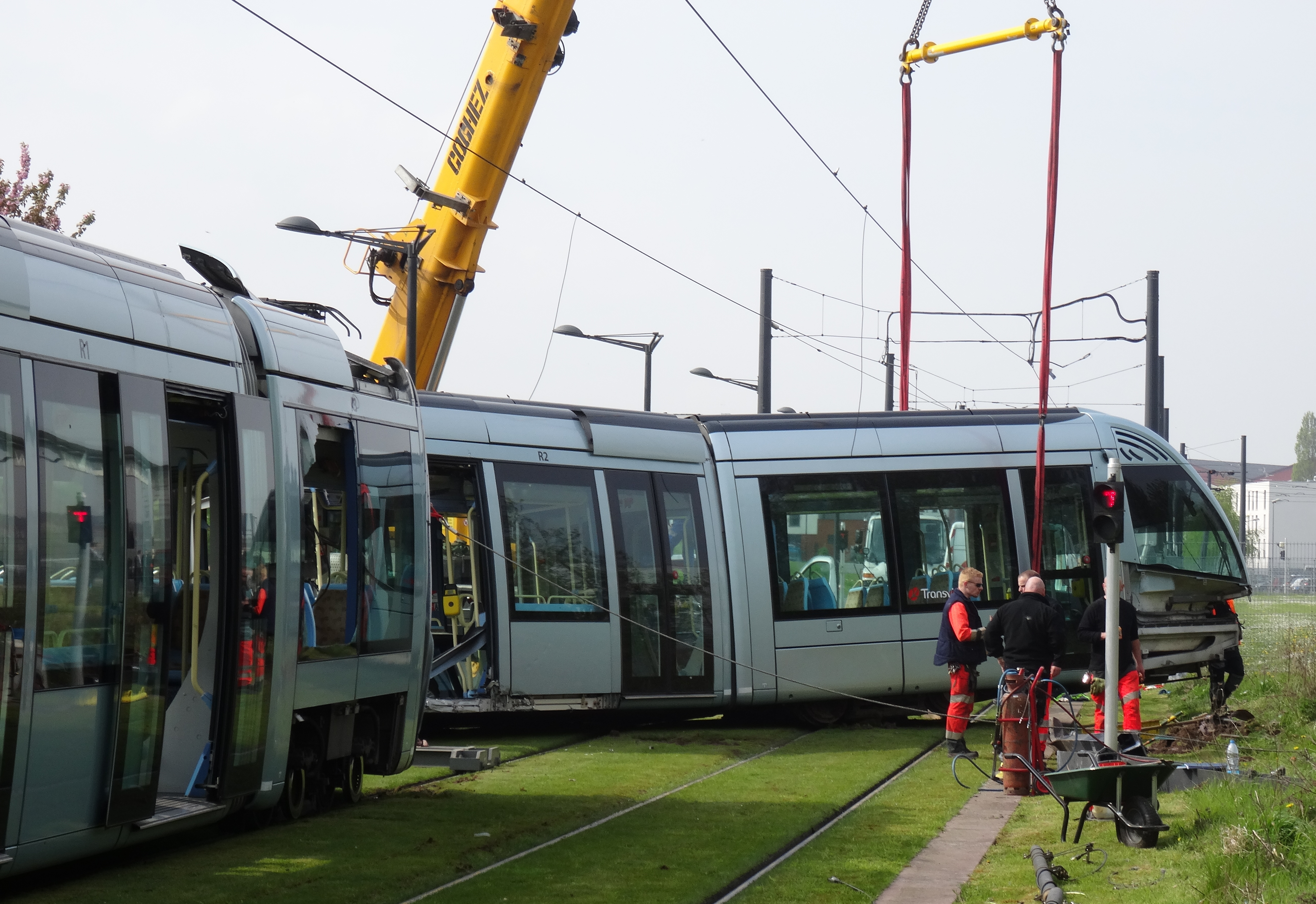
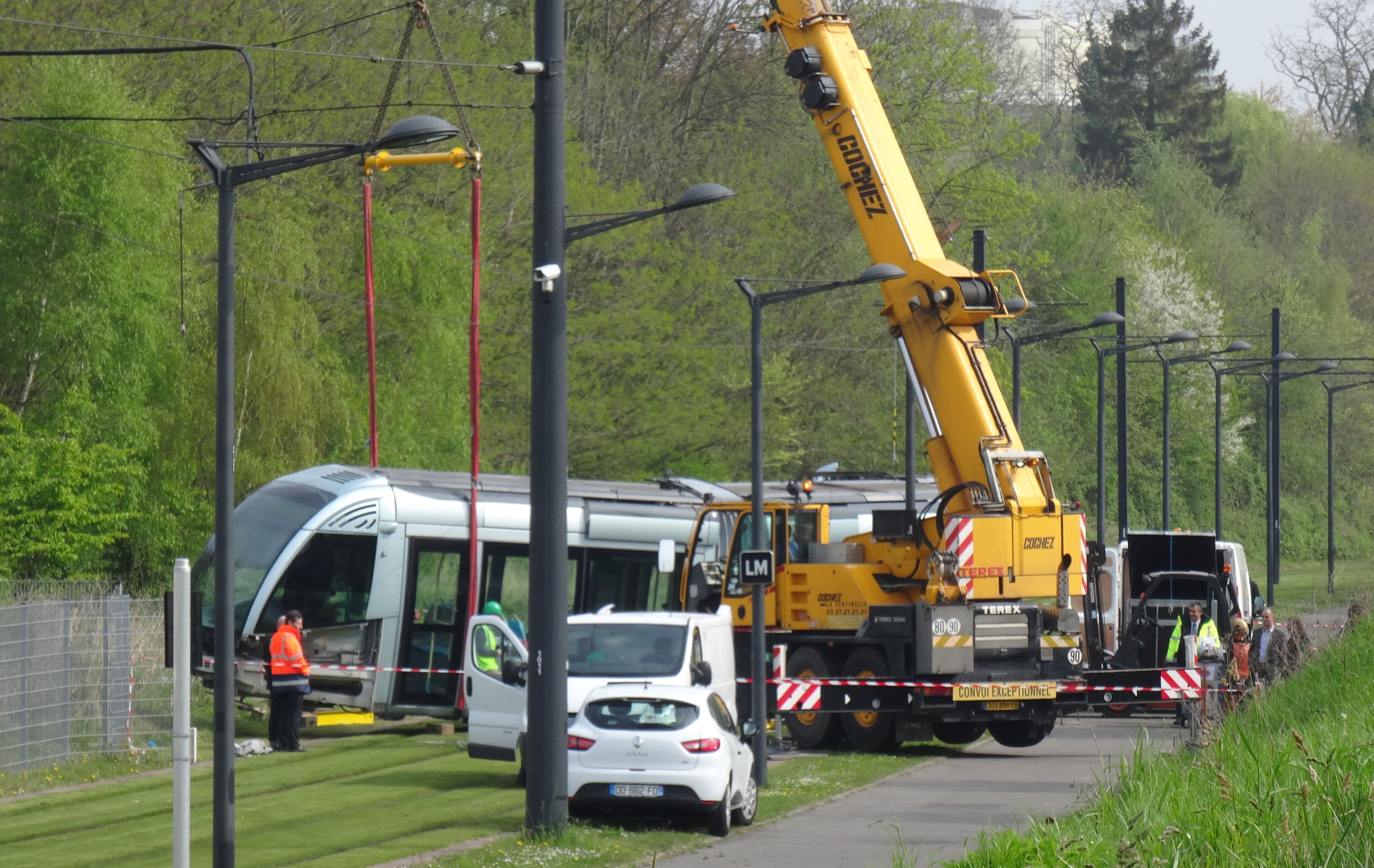
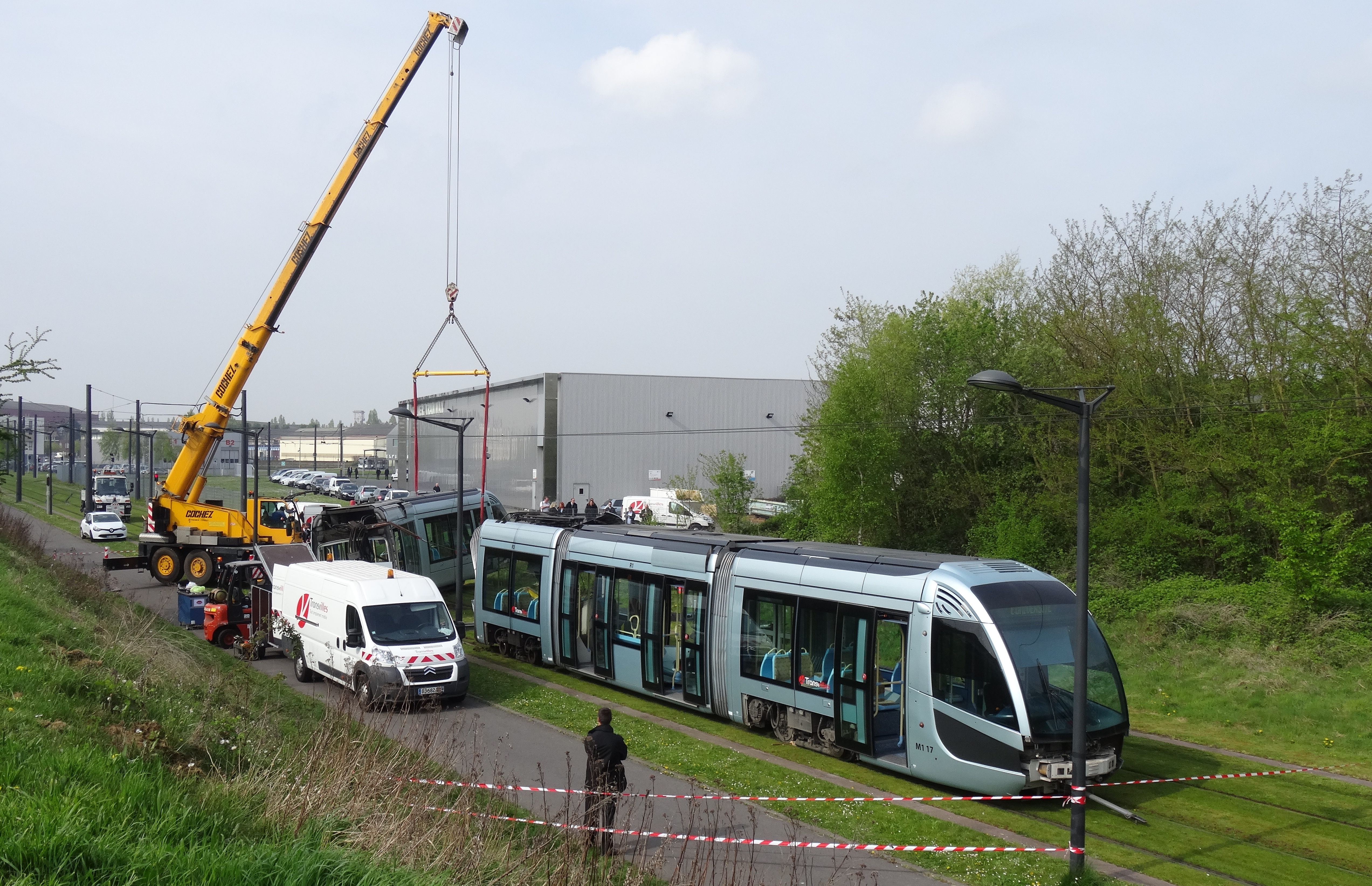
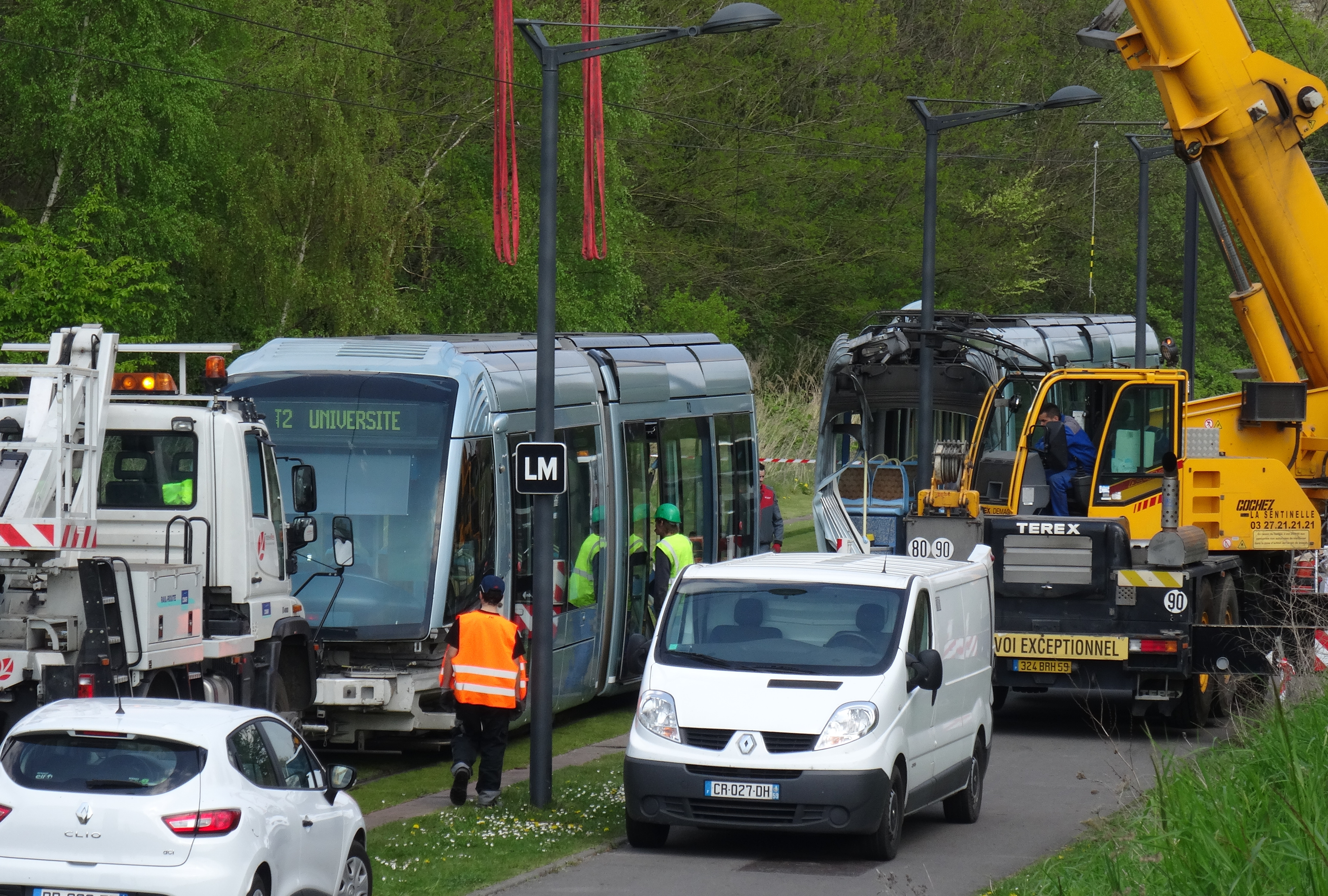
La partie arrière remise sur rails.
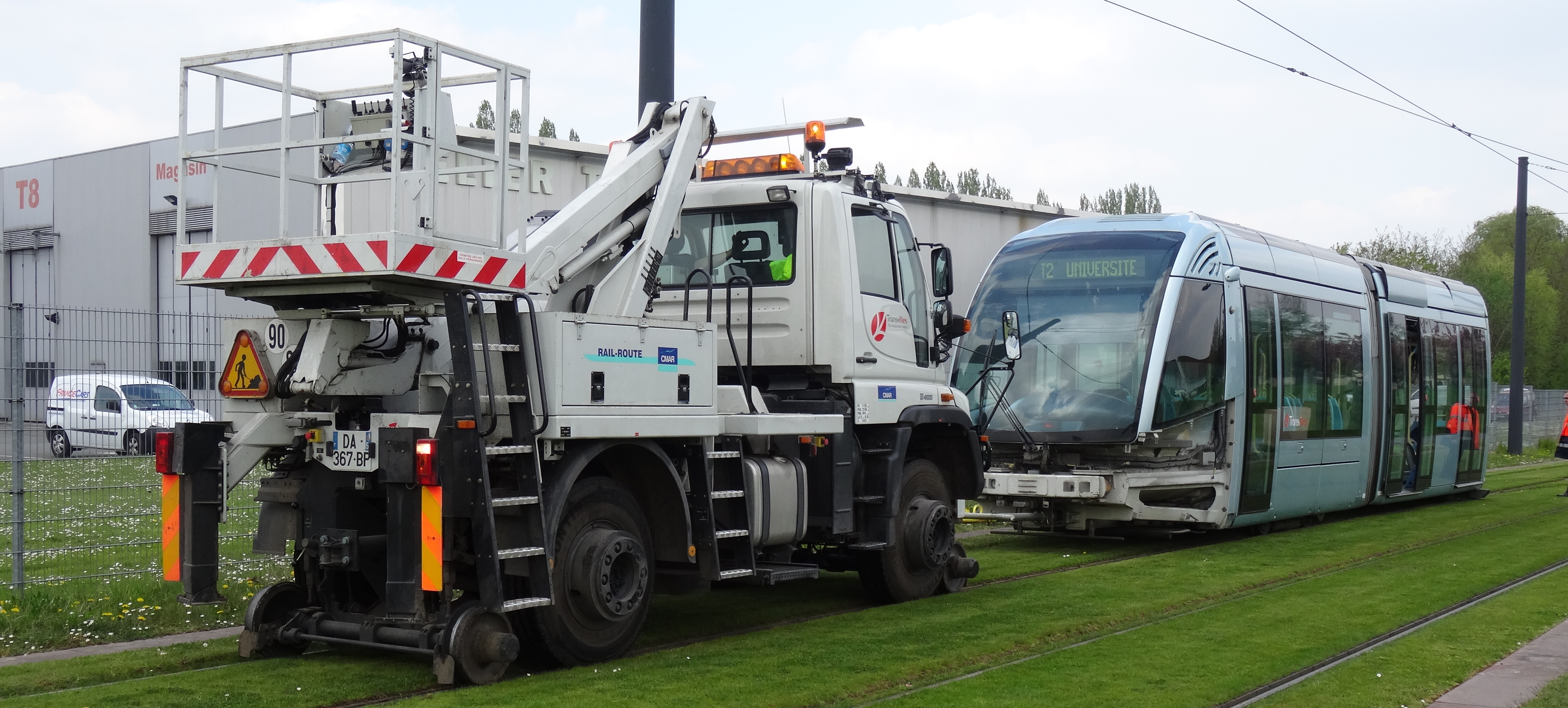
La partie arrière ramenée au dépôt.
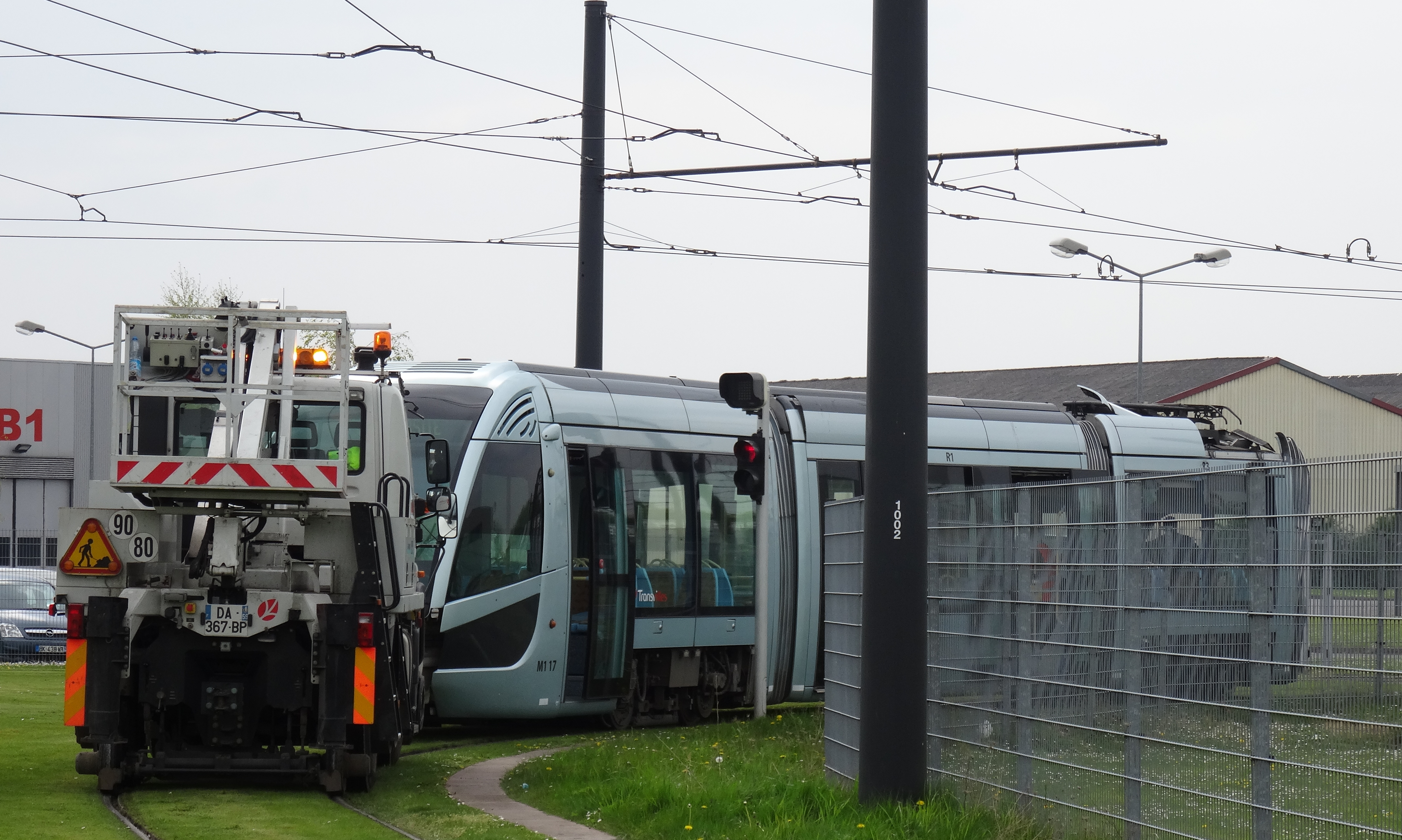
La partie avant ramenée au dépôt.